# Distrikt Papayal
Der Distrikt Papayal befindet sich in der Provinz Zarumilla in der Region Tumbes im äußersten Nordwesten von Peru. Der Distrikt wurde am 25. November 1942 gegründet. Auf 202 km² Fläche lebten beim Zensus 2017 6482 Einwohner. Im Jahr 1993 lag die Einwohnerzahl bei 4603, im Jahr 2007 bei 4965. Verwaltungssitz ist die im Osten der Provinz auf einer Höhe von 60 m gelegene Ortschaft Papayal mit 853 Einwohnern (Stand 2017). Die Nationalstraße 1N (Panamericana) durchquert den Norden des Distrikts.

## Geographische Lage
Der Distrikt Papayal liegt zentral in der Provinz Zarumilla. Der Fluss Río Zarumilla verläuft entlang der östlichen Distriktgrenze nach Norden. Der Distrikt grenzt im Norden an den Distrikt Zarumilla, im Nordosten an den Distrikt Aguas Verdes, im Osten an den Kanton Arenillas der ecuadorianischen Provinz El Oro, im Süden an den Distrikt Matapalo sowie im Westen an den Distrikt Tumbes (Provinz Tumbes).

## Ortschaften im Distrikt
Neben dem Hauptort Papayal gibt es im Distrikt folgende Ortschaften:
- El Porvenir
- José Abelardo Quiñones
- La Coja
- La Palma
- Lechugal
- Los Limos
- Los Olivos
- Pueblo Nuevo
- Quebrada Grande
- Uña de Gato